# Turó de la Calcina
El Turó de la Calcina és una muntanya de 328,3 metres que es troba en el terme municipal de Bigues i Riells, a la comarca del Vallès Oriental, en l'àmbit del poble de Bigues.
Ès al sud-oest del Rieral de Bigues, al mig de les urbanitzacions de Font Granada, que queda a llevant, de Can Traver, al nord, i de Can Carreres.